# Paleira femorata
Paleira femorata är en skalbaggsart som beskrevs av Johann Karl Wilhelm Illiger 1803. Paleira femorata ingår i släktet Paleira och familjen Cetoniidae. Inga underarter finns listade i Catalogue of Life.